# Petrești (Corbii Mari), Dâmbovița
Petrești (în trecut, Patruzeci de Cruci) este un sat în comuna Corbii Mari din județul Dâmbovița, Muntenia, România.
La sfârșitul secolului al XIX-lea, satul purta numele de Patruzeci de Cruci și era reședința comunei omonime, formată din el și din satul Moara din Groapă, cu o populație totală de 518 locuitori. Totodată, comuna era reședința plășii Glavacioc-Neajlov din județul Vlașca. Aici funcționau 2 biserici, o școală cu 67 de elevi, o moară și o piuă pe Neajlov.
În 1925, comuna Patruzeci de Cruci a căpătat definitiv denumire de Petrești, deși satul ei de reședință a rămas cu același nume; alături de el, se aflau în comună și satele Bărăceni, Moara din Groapă, Grozăvești și Obislav, cu 2217 locuitori.
În 1950, comuna a fost inclusă în raionul Titu al regiunii București. După reforma organizării administrativ-teritoriale din 1968, satele ei au fost transferate la județul Dâmbovița, dar comuna în sine a fost desființată, și inclusă în comuna Corbii Mari.